# Kazuki Ito
Kazuki Ito (伊藤 和基 Ito Kazuki?), född 8 augusti 1987 i Chiba prefektur, är en japansk fotbollsspelare.
Ito började sin karriär 2010 i Arte Takasaki. 2012 flyttade han till YSCC Yokohama. Han avslutade karriären 2014.